# Râul Călugăreasa, Gilort
Râul Călugăreasa este un curs de apă, afluent al râului Câlnic.